# Безхребетна оксамитова акула рідкозуба
Безхребе́тна оксами́това аку́ла рідкозу́ба (Scymnodalatias oligodon) — акула з роду Безхребетна оксамитова акула родини Полярні акули. На тепер недостатньо вивчений вид.

## Опис
Загальна довжина досягає 26 см. Голова помірно велика. Морда коротка, округлена. Очі великі, овальні. За ними розташовані невеликі бризкальця. Рот невеликий. Особливістю є менша, ніж в інших видів, кількість зубів, які розташовані нещільно, між зубами є проміжки. У неї 5 зябрових щілин. Тулуб кремезний, гладкий, особливо в області черева. Грудні плавці великі, вузькі, витягнуті, загострені на кінцях. Має 2 спинних плавця з маленькими шипиками. Перший спинний плавець більший за задній. Задній плавець розташовано відразу позаду черевних плавців. Анальний плавець відсутній. Хвіст короткий. Хвостовий плавець гетероцеркальний, нижня лопать менш розвинена, ніж верхня.
Забарвлення коричневого кольору. При цьому грудні, спинні, хвостовий плавець мають більш темний відтінок. Боки та черево значно світліші.

## Спосіб життя
Це глибоководна акула. Голотип спіймано на глибині 200 м, проте на думку дослідників тримається на глибині 2000—4000 м. Помірно активна акула. Полює переважно на глибинах. Живиться дрібними костистими рибами, морськими безхребетними.
Це яйцеживородна акула. Стосовно процесу парування та розмноження немає інформації.

## Розповсюдження
Єдиним ареалом є область на відстані 2300 км від узбережжя Чилі.